# Ana Isabel Gonzaga
Ana Isabel Gonzaga (em italiano: Anna Isabella Gonzaga; Guastalla, 12 de fevereiro de 1655 – Mântua, 11 de agosto de 1703), foi duquesa consorte de Mântua e de Monferrato e herdeira do Ducado de Guastalla (e territórios anexos de Luzzara e Reggiolo). Casou em 1671 com Fernando Carlos I Gonzaga, Duque de Mântua e de Monferrato. Foi regente de Mântua durante a Guerra da Sucessão Espanhola.

## Vida
Ana Isabel Gonzaga era filha de Ferrante III Gonzaga, Duque de Guastalla, e de Margarida d’Este, filha do duque Afonso III de Módena. Sendo a mais velha de duas filhas, era a herdeira do Ducado de Guastalla e dos territórios anexos de Luzzara e de Reggiolo, áreas que há muito eram a origem de um conflito entre as duas linhas dos Gonzaga: os Gonzaga de Guastalla (Gonzaga-Guastalla) e os Gonzaga de Mântua (Gonzaga-Nevers).
Assim, em 1671, Ana Isabel se casou com o duque de Mântua Fernando Carlos I Gonzaga. O casamento foi preparado pela tia do noivo, a imperatriz viúva Leonor de Gonzaga-Nevers, com o objetivo de unir as duas linhas da família. O casamento não teve descendência. 
Em 1678, o seu pai morreu e os seus direitos sobre Guastalla foram postos em causa por seu primo, don Vicente Gonzaga, que se casara com sua irmã Ana Maria Vitória, e que se proclamara Duque de Guastalla. Os protestos do duque Fernando Carlos I, marido de Ana Isabel, originaram uma intervenção de Espanha que ameaçou Mântua. Em 1691, as tropas espanholas atacaram Mântua, e Fernando Carlos I refugiou-se em Veneza com os seus ministros. Ana Isabel assegurou a regência na ausência do marido, com a ajuda da sua sogra, do representante imperial, o marquês de Obizzi e de mais alguns conselheiros. Acalmada a população assustada, preparou então a defesa de Mântua contra os espanhóis. Liderou, com sucesso, as negociações de paz com Espanha, quer com o governador de Milão, quer com o Vice-Rei de Nápoles.
Em 1702, durante a Guerra de Sucessão Espanhola, o Ducado de Mântua foi atacado pelas forças imperiais que pretendiam conquistar os territórios de Luzzara e Cocoon. Fernando Carlos fugiu e, de novo, Ana Isabel foi deixada como regente, nomeando os comandantes que trataram de defender Luzzara e Cocoon e iniciou negociações para a proteção estrangeira de Sabbioneta.
Ana Isabel acaba por falecer em 11 de agosto de 1703. O seu marido voltou a se casar, desta vez com uma princesa francesa, Susana Henriqueta de Lorena, dita Mademoiselle d’Élbeuf.